# Unterseeboot UC-45
Pour les autres navires du même nom, voir Unterseeboot 45.
L'Unterseeboot UC-45 est un sous-marin (U-Boot) mouilleur de mines allemand de type UC II utilisé par la Kaiserliche Marine pendant la Première Guerre mondiale. Le U-boot a été commandé le 20 novembre 1915 et lancé le 20 octobre 1916. Il a été mis en service dans la marine impériale allemande le 18 novembre 1916 sous le nom de UC-45. En cinq patrouilles, l'UC-45 a coulé 12 navires, soit par ses torpilles, soit par les mines qu’il avait posées. L'UC-45 a coulé dans un accident de plongée le 17 septembre 1917 en mer du Nord. Le navire de sauvetage allemand SMS Vulkan a renfloué l’épave et l'UC-45 est remis en service le 24 octobre 1918. Il se rend le 24 novembre 1918 et fut démantelé à Preston en 1919-1920.

## Conception
Sous-marin de type UC II, l'UC-45 avait un déplacement de 420 tonnes en surface et de 502 tonnes en plongée. Il avait une longueur hors tout de 51,85 m, un maître-bau de 5,22 m et un tirant d'eau de 3,68 m. Le sous-marin était propulsé par deux moteurs diesel 6 cylindres à quatre temps produisant chacun 300 ch (220 kW), soit un total de 600 ch (440 kW), et par deux moteurs électriques produisant 450 ch (340 kW), actionnant deux arbres d'hélice.
Le sous-marin avait une vitesse maximale de 11,7 nœuds (21,7 km/h) en surface et de 6,7 nœuds (12,4 km/h) en immersion. Son autonomie était de 7280 milles marins (13450 km) à 7 nœuds (13 km/h) en surface, et de 54 milles marins (100 km) à 4 nœuds (7,4 km/h) en immersion. Il lui fallait 45 secondes pour plonger, et il était capable d’opérer à une profondeur maximale de 50 mètres.
L'UC-45 était équipé de trois tubes lance-torpilles de 450 mm, un à l’arrière et deux à l’avant, avec sept torpilles, et d’un canon de pont de 8,8 cm SK L/30. Mais son arme principale était ses six puits de mine de 1000 mm portant dix-huit mines UC 200. Son effectif était de vingt-six membres d’équipage.

## Affectations
- I Flottille : du 10 février au 17 septembre 1917

## Commandants
- Kapitänleutnant Hubert Aust : du 18 novembre 1916 au 27 juillet 1917
- Oberleutnant zur See Hans Soergel : du 28 juillet au 31 août 1917
- Oblt.z.S. Werner Ackermann : du 1er au 17 septembre 1917

## Navires coulés
| Date            | Nom              | Nationalité    | Tonnage | Destin |
| --------------- | ---------------- | -------------- | ------- | ------ |
| 19 mars 1917    | Pollux           | Norvège        | 1196    | Coulé  |
| 22 mars 1917    | Egenaes          | Norvège        | 399     | Coulé  |
| 22 mars 1917    | Susanna          | Norvège        | 442     | Coulé  |
| 23 mars 1917    | Blomwaag         | Norvège        | 695     | Coulé  |
| 17 avril 1917   | Bretagne         | Danemark       | 1110    | Coulé  |
| 17 avril 1917   | Charles Goodanew | United Kingdom | 791     | Coulé  |
| 18 avril 1917   | Louisiana        | Danemark       | 3,015   | Coulé  |
| 26 mai 1917     | Saint Hubert     | France         | 423     | Coulé  |
| 28 mai 1917     | Teie             | Norvège        | 1974    | Coulé  |
| 4 juin 1917     | Phemius          | United Kingdom | 6699    | Coulé  |
| 7 juin 1917     | Golden Hope      | United Kingdom | 67      | Coulé  |
| 13 juillet 1917 | Afram            | Danemark       | 43      | Coulé  |